# Opel Commodore
La Commodore è un'autovettura di fascia alta prodotta dalla Opel (Gruppo General Motors) tra il 1967 ed il 1982. La vettura era sostanzialmente una versione con motore a 6 cilindri, interni più curati e leggeri affinamenti estetici della Opel Rekord, di cui seguì l'evoluzione tecnica ed estetica. Venne prodotta in tre serie contraddistinte dalla lettere dell'alfabeto A, B e C.

## Storia e profilo

### Commodore A (1967–1971)

#### Genesi dellaCommodore A
La molla che fece scattare l'esigenza di dotare la gamma Opel di motori più performanti si materializzò a metà degli anni '60 del secolo scorso, quando un allora giovane Bob Lutz entrò a far parte della dirigenza del gruppo General Motors, all'epoca detentore del marchio Opel. Fu proprio Lutz a rendersi conto che nella gamma della casa di Rüsselsheim mancavano modelli performanti, o comunque caratterizzati da una certa brillantezza nelle loro prestazioni. In effetti, in quel periodo la gamma Opel comprendeva modelli non particolarmente sportiveggianti, anche per quanto riguardava le versioni coupé dei vari modelli presenti in listino. Un certo livello prestazionale poteva essere garantito dai modelli di punta, ossia le varie Kapitän, Admiral e Diplomat, che però avevano un'erogazione più "all'americana", cioè ricca prevalentemente di coppia motrice a discapito della potenza pura. Si trattava d'altronde di motori datati, evoluzioni ultime dei paciosi propulsori a 6 cilindri installati sotto il cofano delle Kapitän prodotte nell'immediato dopoguerra, con distribuzione ad asse a camme laterale e quindi non in grado di raggiungere prestazioni molto elevate. L'unica eccezione poteva essere rappresentata dalla Diplomat, top di gamma assoluta negli anni '60, la quale disponeva di un V8 da 4,6 litri e 190 CV. L'idea di Lutz fu però quella di poter avere motori di minor cilindrata, ma con potenze paragonabili, e di poterli installare sotto il cofano di modelli più compatti. In quella metà di decennio, ci si era già mossi in tale direzione e un'unità da 2,5 litri, sempre con frazionamento a 6 cilindri ma con distribuzione ad asse a camme in testa, venne installata sotto il cofano delle Rekord B top di gamma in affiancamento al più vetusto motore da 2,6 litri, sempre inserito nella stessa gamma. Ma la Rekord B era destinata ad essere un modello di transizione in attesa della nuova e più evoluta generazione della berlina media tedesca, ossia la Rekord C. Per questo, Lutz propose di creare una gamma a parte con una specifica denominazione commerciale e motorizzata unicamente con motori a 6 cilindri derivati dalla nuova famiglia di motori monoalbero già montati sotto il cofano di Admiral, Kapitän e Rekord B. Per ragioni di contenimento dei costi, si scelse di utilizzare la medesima scocca della Rekord C, ormai prossima al alancio commerciale. Il risultato fu la Commodore, che venne lanciata commercialmente nell'agosto del 1966, anche se le prime consegne non si sarebbero avute che nel gennaio dell'anno seguente.

#### Caratteristiche
La Commodore A derivava dalla Rekord C, da cui differiva esternamente per la mascherina anteriore, per il maggior numero di profili cromati, per i cerchi dal diverso disegno, per la placca lucida di collegamento fra i gruppi ottici posteriori e per gli interni meglio rifiniti. Al momento del debutto era disponibile nelle versioni berlina a 2 e a 4 porte e coupé, gamma che comunque verrà mantenuta nell'intero arco della carriera commerciale della Commodore A. Come anche nella Rekord C, l'abitacolo era assai spazioso, sia nella berlina che nella coupé, ed i sedili anteriori erano completamente reclinabili fino a dare la possibilità di creare due lettini di fortuna.
Al suo debutto, la Commodore A era prevista in due motorizzazioni, entrambe a 6 cilindri in linea monoalbero (laterale) e alimentate a carburatore. I due livelli di cilindrata erano di 2239 cm³ (95 CV) e 2490 cm³ (115 CV). Con tali motorizzazioni, le Commodore potevano raggiungere velocità massime rispettivamente di 163 e 170  km/h, che nelle versioni coupé salivano a 167 e 175 grazie alla miglior aerodinamica del corpo vettura. Il cambio era manuale a 4 marce (invece dell'anacronistico cambio a 3 marce presente nella Rekord C), ma a richiesta si poteva ottenere un cambio automatico Powerglide a due rapporti.
La base meccanica della Commodore A derivava anch'essa da quella della Rekord C e pertanto prevedeva le già collaudate soluzioni inerenti alle sospensioni, con avantreno a ruote indipendenti con schema a quadrilateri e retrotreno ad assale rigido, ed anche l'impianto frenante era di tipo misto, così come pure lo sterzo a circolazione di sfere.

#### Evoluzione

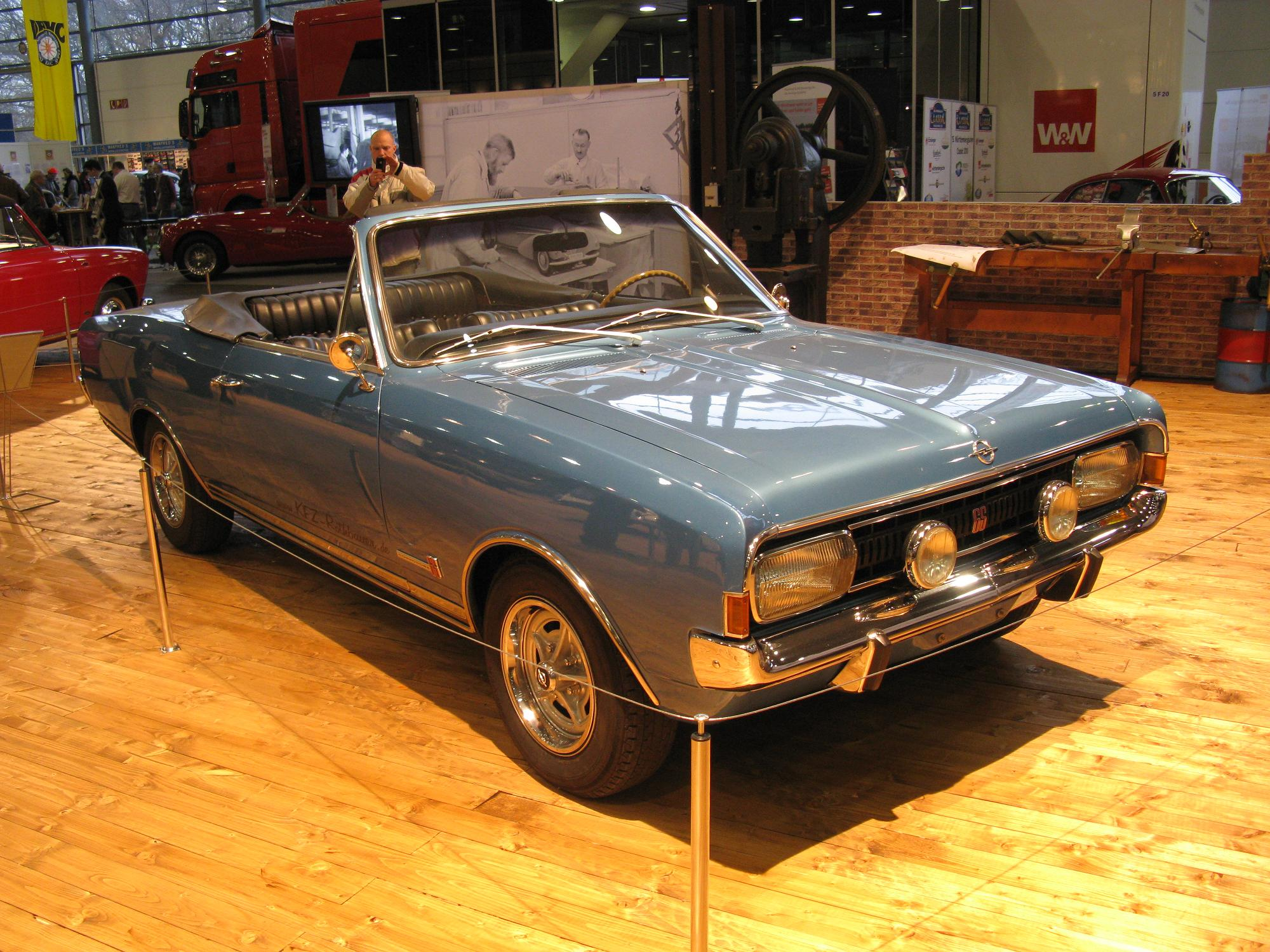
Una Commodore cabriolet realizzata dalla carrozzeria Deutsch

La produzione della Commodore avvenne presso lo stabilimento centrale di Rüsselsheim, anche se una piccola parte della produzione ebbe luogo invece presso lo stabilimento svizzero di Bienne.
Poco dopo il lancio, nel settembre del 1967, furono introdotte le Commodore GS, versioni più spinte e dal temperamento più sportiveggiante, equipaggiate dal 2.5 litri montato anche sulle berline, ma portato a 130 CV, oppure dallo stesso 2786 cm³ a carburatore(145 CV) montato sui modelli della serie KAD (Kapitän, Admiral e Diplomat). Forti di tali motori, le Commodore GS raggiungevano velocità massime di 182 e 187 km/h per le berline e di 185 e 190 km/h per le coupé. Contestualmente a tale novità, divenne disponibile a richiesta il servosterzo. Un altro optional particolare, e non di rado richiesto dagli acquirenti, fu il tetto in vinile nero.
Poco tempo dopo il lancio, inoltre, la carrozzeria Karl Deutsch di Colonia propose anche delle trasformazioni in cabriolet sulla base della berlina a due porte.
Un anno dopo, il cambio Powerglide a due rapporti, disponibile nella lista optional, venne sostituito da un nuovo cambio automatico Opel a tre rapporti. Contemporaneamente scomparve dal listino la motorizzazione di base da 2,2 litri, molto meno richiesta rispetto alle altre. A quel punto la gamma risultò ridotta alle sole versioni 2,5, con motori da 115 e 130 CV. Nell'agosto del 1969, il meno potente di questi propulsori fu portato da 115 a 120 CV grazie all'utilizzo di un nuovo carburatore Zenith, anche se i contenuti tecnici di questo motore così aggiornato furono altri e comprendevano novità come ad esempio l'adozione di punterie idrauliche per la distribuzione e il motore a 6 supporti di banco. In tutta la gamma, invece, venne adottato un serbatoio carburante di maggiori dimensioni, che passò da 55 a 70 litri.

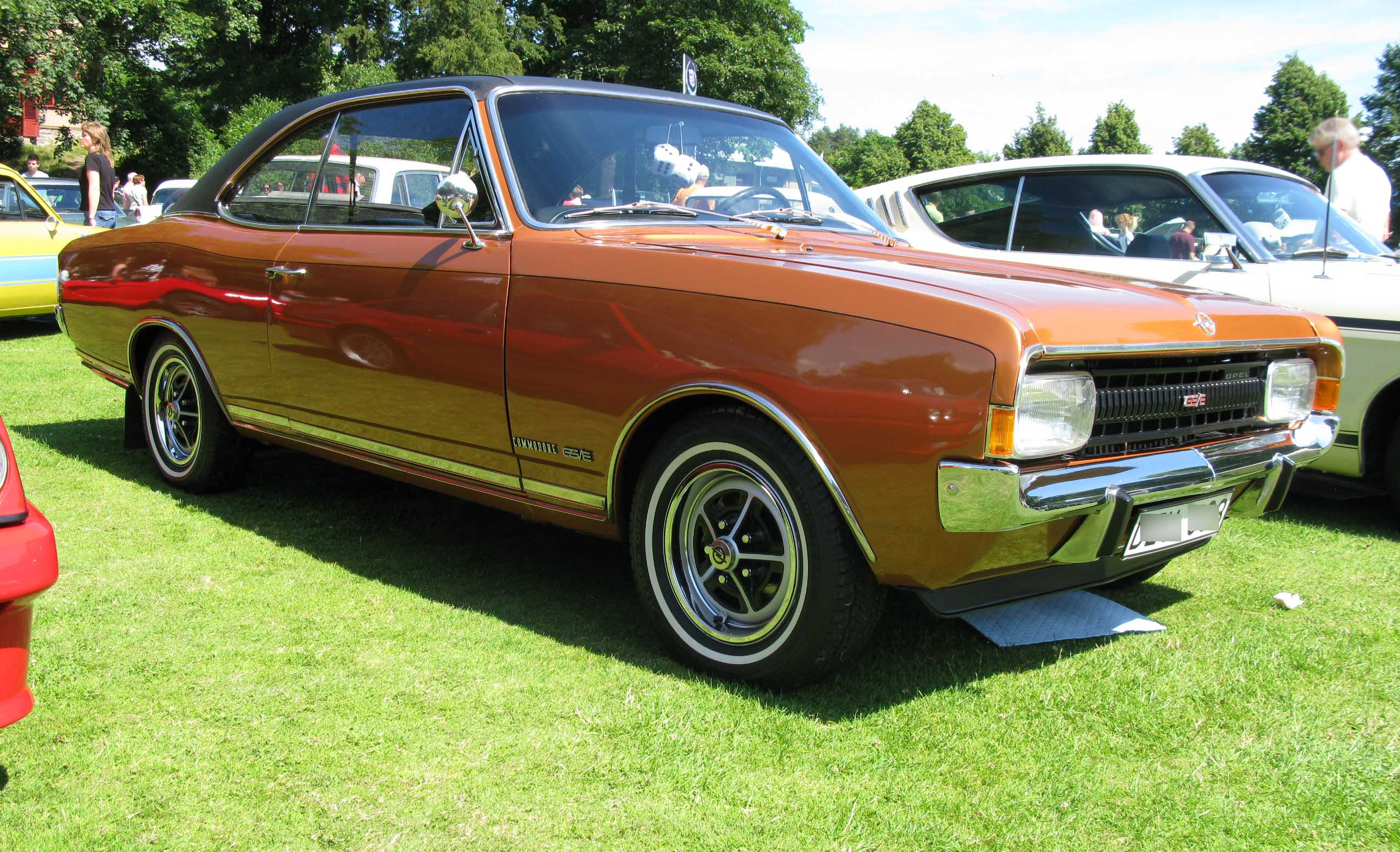
Una Commodore GS/E Coupé

Nel marzo 1970 fu introdotta la top di gamma Commodore GS/E, ed equipaggiata dall'ormai noto 2,5 litri, ma dotato di alimentazione a iniezione meccanica. La potenza massima salì a 150 CV e la velocità massima passò a 192 km/h, che divennero 197 nella coupé. Dopo appena un mese dal suo lancio, la GS/E 2500 venne affiancata dalla  GS 2800, equipaggiata con una variante rialesata del già noto motore 2,5 a carburatori e che in questo caso raggiungeva una cilindrata di 2784 cm³. Nonostante la cilindrata più elevata, la potenza subì invece un leggero calo di potenza rispetto alla GS/E, fermandosi a 145 CV, in favore però dell'erogazione di coppia motrice, la quale salì da 200 a 227 Nm. Fu in ogni caso proprio la GS/E 2800 a fare da base per le preparazioni sportive destinate all'impiego della Commodore A nelle competizioni.
Penalizzate dai consumi elevati e dal poco appeal del marchio (in non pochi paesi, nessuno comprava delle 6 cilindri che non avessero marchio Alfa Romeo, BMW, Mercedes-Benz o Jaguar), rimase un modello di nicchia. Il discorso valeva specialmente per la coupé fastback che, grazie alla sua linea da piccola muscle car, attirava i patiti delle auto made in USA. La Commodore A uscì di listino nel 1972 assieme alla Rekord C, anche se la produzione cessò già nel dicembre del 1971 per avviare quella della nuova generazione.

#### Tabella riepilogativa
Di seguito vengono riepilogate le caratteristiche relative alla gamma della Commodore A durante la sua carriera commerciale:
| Opel Commodore A (1967-71)                  |             |        |            |                                                |                |               |                    |              |                     |                    |                    |                    |
| Modello                                     | Carrozzeria | Motore | Cilindrata | Alimentazione                                  | Potenza CV/rpm | Coppia Nm/rpm | Massa a vuoto (kg) | Velocità max | Acceler. 0–100 km/h | Consumo (l/100 km) | Anni di produzione | Esemplari prodotti |
| Commodore 22001                             | Berlina     | 22N    | 2239       | Carburatore doppio corpo Solex 32/32 DIDTA-4   | 95/4800        | 160/3200      | 1.130              | 163          | 14"5                | 11,4               | 01/1967–09/19681   | 1.326              |
| Commodore 22001                             | Coupé       | 22N    | 2239       | Carburatore doppio corpo Solex 32/32 DIDTA-4   | 95/4800        | 160/3200      | 1.170              | 167          | 14"5                | 11,2               | 01/1967–09/19681   | 1.326              |
| Commodore 2500 S                            | Berlina     | 25S    | 2490       | Carburatore doppio corpo Solex 32/35 DIDTA-4   | 115/5200       | 177/3800      | 1.130              | 170          | 13"                 | 11,6               | 01/1967–08/1969    | 152.630            |
| Commodore 2500 S                            | Coupé       | 25S    | 2490       | Carburatore doppio corpo Solex 32/35 DIDTA-4   | 115/5200       | 177/3800      | 1.170              | 175          | 13"                 | 11,2               | 01/1967–08/1969    | 152.630            |
| Commodore 2500 S                            | Berlina     | 25S    | 2490       | Carburatore doppio corpo Zenith 35/40 INAT     | 120/5500       | 177/4200      | 1.145              | 177          | 12"                 | 11                 | 09/1969–2/1971     | 152.630            |
| Commodore 2500 S                            | Coupé       | 25S    | 2490       | Carburatore doppio corpo Zenith 35/40 INAT     | 120/5500       | 177/4200      | 1.185              | 182          | 12"                 | 10,7               | 09/1969–2/1971     | 152.630            |
| Commodore 2500 GS                           | Berlina     | 25H    | 2490       | Due carburatori doppio corpo Zenith 35/40 INAT | 130/5300       | 190/4250      | 1.160              | 185          | 10"                 | 11,3               | 09/1967–12/1971    | 152.630            |
| Commodore 2500 GS                           | Coupé       | 25H    | 2490       | Due carburatori doppio corpo Zenith 35/40 INAT | 130/5300       | 190/4250      | 1.205              | 182          | 10"                 | 11                 | 09/1967–12/1971    | 152.630            |
| Commodore 2500 GS/E                         | Berlina     | 25E    | 2490       | Iniezione elettronica Bosch D-Jetronic         | 150/5800       | 200/4500      | 1.185              | 192          | 9"3                 | 10,7               | 03/1970–12/1971    | 152.630            |
| Commodore 2500 GS/E                         | Coupé       | 25E    | 2490       | Iniezione elettronica Bosch D-Jetronic         | 150/5800       | 200/4500      | 1.235              | 197          | 9"3                 | 10,5               | 03/1970–12/1971    | 152.630            |
| Commodore 2800 GS                           | Berlina     | 28H    | 2784       | Due carburatori doppio corpo Zenith 35/40 INAT | 145/5200       | 227/3700      | 1.185              | 190          | 9"8                 | 12,2               | 04/1970–04/1971    | 2.574              |
| Commodore 2800 GS                           | Coupé       | 28H    | 2784       | Due carburatori doppio corpo Zenith 35/40 INAT | 145/5200       | 227/3700      | 1.230              | 190          | 9"8                 | 12,1               | 04/1970–04/1971    | 2.574              |
| Note: 1Non prevista per il mercato italiano |             |        |            |                                                |                |               |                    |              |                     |                    |                    |                    |

### Commodore B (1972–1977)
Analogamente alla serie precedente, anche dalla Rekord D derivò (con varianti analoghe) la Commodore B. I primi esemplari di pre-serie cominciarono ad essere prodotti nel dicembre del 1971, in concomitanza con la cessazione della produzione della Commodore A, anche se la presentazione ufficiale al pubblico si ebbe nel marzo del 1972 al Salone di Ginevra.

#### Caratteristiche
Immutati i criteri che distinguevano la Rekord D dalla rispettiva Commodore sul piano stilistico e della dotazione: la Commodore B differiva così dalla Rekord D per alcuni particolari, come la calandra ridisegnata, i gruppi ottici posteriori racchiusi dentro una cornice cromata che attraversava la coda a tutta larghezza, tagliando in due anche gli stessi gruppi ottici, i nuovi cerchi da 14 pollici e dal disegno più sportivo. Anche internamente gli allestimenti erano più completi e rifiniti, grazie agli inserti in finta radica e ai tappetini in velluto. Nella Commodore GS, presente in listino fin dal debutto, erano inoltre presenti le cinture di sicurezza, i fari anteriori supplementari e una strumentazione più completa che comprendeva fra l'altro il contagiri, il voltmetro e il manometro olio. Le varianti di carrozzeria, questa volta erano solo due: non venne prevista infatti la berlina a due porte, che nella precedente generazione risultò molto poco richiesta. Rimasero invece disponibili la berlina a 4 porte e la coupé. Tra i vari optional della casa venne confermato il tetto in vinile per distinguersi ulteriormente dalle Rekord di normale produzione.
Meccanicamente, la Commodore A riprese tutte le caratteristiche della Rekord D, che a sua volta aveva ripreso l'intera meccanica telaistica della generazione precedente. L'unica piccola novità stava nella versione GS, che montava ammortizzatori a gas anziché di tipo idraulico. Confermata la gamma motori, sempre a 6 cilindri. Al momento del lancio erano disponibili i seguenti motori:
- Commodore 2500: motore da 2490 cm3 con potenza massima di 115 CV;
- Commodore 2500 GS: stesso motore della versione base, ma con potenza massima portata a 130 CV.

Il cambio era manuale a 4 marce, con la possibilità di ottenere, a richiesta, un cambo automatico a 3 rapporti. Era inoltre disponibile anche un cambio manuale a 5 marce, anche se quest'ultimo non era inserito nella lista optional ufficiale della Casa.

#### Evoluzione della gamma
Nel settembre del 1972 la gmma venne ampliata verso l'alto con l'arrivo della 2800 GS/E, equipaggiata con un motore da 2784 cm³ basato sull'unità che equipaggiava la precedente Commodore 2800 GS, ma stavolta con alimentazione ad iniezione elettronica, per una potenza massima di 160 CV, il che permetteva alla berlina di raggiungere i 195 km/h di velocità massima e i 200 km/h nella versione coupé.
Nell'agosto del 1973, il motore da 2,5 litri della Commodore GS venne rimpiazzato da un 2,8, sempre a carburatore, e con potenza invariata a 130 CV. Il 2.5 di base da 115 CV rimase invece stabilmente in listino e vi sarebbe rimasto fino alla fine della carriera comemrciale della Commodore B. Contemporaneamente, lo stesso motore 2,8 venne proposto anche con alimentazione a due carburatori e con potenza massima di 142 CV. Quest'ultima fu la nuova versione GS che di fatto andò a sostituire la precedente 2500 GS. La gamma a questo punto fu composta da quattro versioni: la 2500 di base, la 2800 da 130 CV, la 2800 GS e la 2800 GS/E.

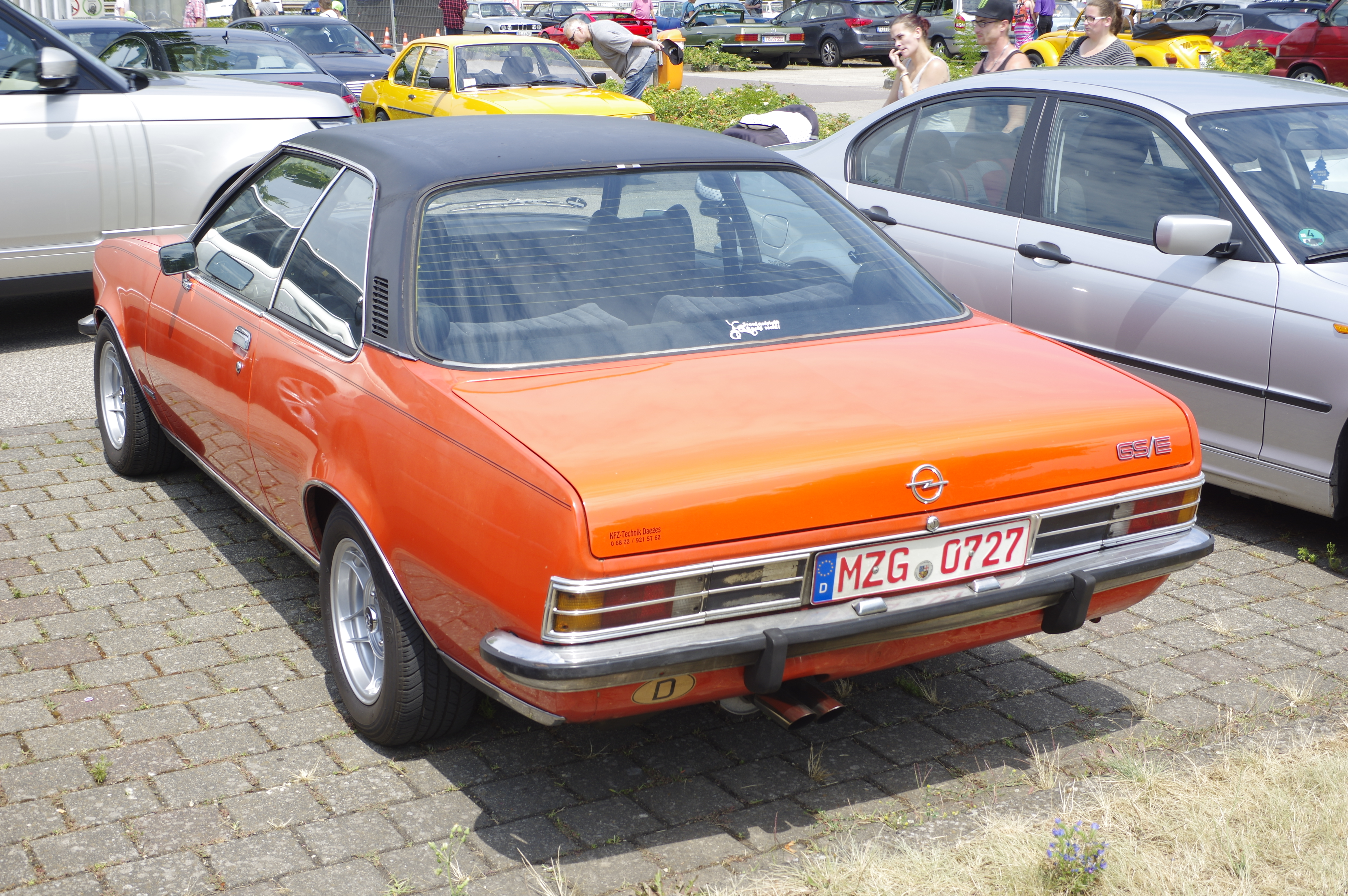
Una Commodore GS/E Coupé

A partire dal mese di settembre del 1974, per tutta la gamma divenne disponibile il ricco allestimento Berlina già previsto per le Rekord D: la crisi petrolifera innescatasi alla fine dell'anno precedente cominciò a far sentire i suoi effetti devastanti e vetture come la Commodore furono le prime a subire sensibili contrazioni nelle vendite, ragion per cui si provò ad attirare la clientela arricchendo gli allestimenti della gamma. Per lo stesso motivo, nel marzo del 1975, le dotazioni vennero ulteriormente arricchite. Nello stesso anno, allo scopo di ridurre leggermente i consumi, la gamma motori venne rivisitata: così, il 2,8 meno potente scese da 130 a 129 CV, il 2.8 GS scese da 142 a 140 CV ed il 2,8 GS/E scese da 160 a 155 CV.
Nel marzo del 1976, oltre ad un leggero aggiornamento estetico vi fu anche l'arrivo dei freni a disco posteriori per tutta la gamma tranne che nel 2.5 di base. Nell'anno e mezzo successivo vi furono a quel punto solo alcune versioni speciali con allestimento specifico. Oramai l'avventura commerciale della Commodore B era giunta alla fine. La sua produzione cessò nell'agosto 1977 assieme a quella della Rekord D. In totale vennero prodotti 140.827 esemplari di Commodore B, di cui 98.548 con carrozzeria berlina.

#### Riepilogo caratteristiche
Di seguito vengono riepilogate le caratteristiche relative alla gamma della Commodore B:
| Opel Commodore B (1972-77) |             |        |            |                                                |                |               |                    |              |                     |                    |                    |                    |
| Modello | Carrozzeria | Motore | Cilindrata | Alimentazione                                  | Potenza CV/rpm | Coppia Nm/rpm | Massa a vuoto (kg) | Velocità max | Acceler. 0–100 km/h | Consumo (l/100 km) | Anni di produzione | Esemplari prodotti |
| Commodore 2500 | Berlina     | 25S    | 2490       | Carburatore doppio corpo Zenith 35/40 INAT     | 115/5200       | 1771/3800     | 1.200              | 175          | 13"                 | 11,1               | 03/1972–08/1977    | 55.257             |
| Commodore 2500 | Coupé       | 25S    | 2490       | Carburatore doppio corpo Zenith 35/40 INAT     | 115/5200       | 1771/3800     | 1.175              | 180          | 13"                 | 10,5               | 03/1972–08/1977    | 14.050             |
| Commodore 2500 GS | Berlina     | 25H    | 2490       | Carburatore doppio corpo Zenith 35/40 INAT     | 130/5300       | 190/4250      | 1.220              | 180          | 12"                 | 11,3               | 03/1972–08/1973    | 6.675              |
| Commodore 2500 GS | Coupé       | 25H    | 2490       | Carburatore doppio corpo Zenith 35/40 INAT     | 130/5300       | 190/4250      | 1.195              | 184          | 12"                 | 10,6               | 03/1972–08/1973    | 9.014              |
| Commodore 2800 | Berlina     | 28H    | 2784       | Carburatore doppio corpo Zenith 35/40 INAT     | 1302/5000      | 2102/3800     | 1.215              | 180          | 11"5                | 11,1               | 08/1973–08/1977    | 1.642              |
| Commodore 2800 | Coupé       | 28H    | 2784       | Carburatore doppio corpo Zenith 35/40 INAT     | 1302/5000      | 2102/3800     | 1.190              | 184          | 11"5                | 10,5               | 08/1973–08/1977    | 513                |
| Commodore 2800 GS | Berlina     | 28H    | 2784       | Due carburatori doppio corpo Zenith 35/40 INAT | 1423/5200      | 2203/3600     | 1.265              | 185          | 11"                 | 11,3               | 08/1973–08/1977    | 25.267             |
| Commodore 2800 GS | Coupé       | 28H    | 2784       | Due carburatori doppio corpo Zenith 35/40 INAT | 1423/5200      | 2203/3600     | 1.240              | 190          | 11"                 | 11,3               | 08/1973–08/1977    | 6.299              |
| Commodore 2800 GS/E | Berlina     | 28E    | 2784       | Iniezione elettronica indiretta Bosch          | 1604/5400      | 2334/4200     | 1.265              | 195          | 9"3                 | 11,3               | 09/1972–08/1977    | 9.707              |
| Commodore 2800 GS/E | Coupé       | 28E    | 2784       | Iniezione elettronica indiretta Bosch          | 1604/5400      | 2334/4200     | 1.240              | 200          | 9"3                 | 10,7               | 09/1972–08/1977    | 12.403             |
| Note: 1179 Nm a 4000 giri/min a partire dall'agosto del 1975 2129 CV a 5000 giri/min e 208 Nm a 3800 giri/min a partire dall'agosto 1975 3140 CV a 5200 giri/min e 218 Nm a 3600 giri/min a partire dall'agosto 1975 4155 CV a 5600 giri/min e 221 Nm a 4200 giri/min a partire dall'agosto 1975 |             |        |            |                                                |                |               |                    |              |                     |                    |                    |                    |

### Commodore C (1977–1982)

#### Caratteristiche
Nel 1977, dalla Rekord E derivò la Commodore C. La sua presentazione avvenne al Salone di Francoforte tenutosi proprio nell'autunno di quell'anno, ed anche la produzione fu avviata in quel periodo. Tuttavia le prime consegne non avvennero che nell'agosto del 1978. L'arrivo della terza generazione portò alcune novità nella gamma carrozzerie, perché scomparve la versione coupé, mentre ritornò in gamma la berlina a due porte. La coupé venne in realtà prevista, ma venne commercializzata come Opel Monza e venne basata sul medesimo pianale e la medesima scocca. Stilisticamente, la Commodore C si presentò come una variante elegante della Rekord E1, di cui riprese le linee generali, sia lateralmente sia in coda, mentre il frontale propose nuovi gruppi ottici più ampi ed una calandra cromata tagliata orizzontalmente da un "baffo" che solcava il logo Opel. Non si trattava solamente di un restyling ottenuto montando componenti diverse. Ciò che portò alla definizione del frontale della Commodore C fu frutto di studi alla galleria del vento, allo scopo di ottimizzare l'aerodinamica del corpo vettura.
Un'altra grossa novità stava nella gamma motori, che stavolta venne sensibilmente ristretta, limitandosi al solo 2.5 a carburatore da 115 CV, già utilizzato nelle generazioni precedenti della Commodore. Il motore 2.8 non venne invece proposto nella gamma Commodore, ma (unicamente nella variante a carburatore) nella gamma Senator, leggermente più alta come fascia di mercato. Invariato il comparto sospensivo, dove anche in questo caso venne proposto il nuovo avantreno di tipo MacPherson, mentre il retrotreno rimase del tipo ad assale rigido. Anche l'impianto frenante rimase di tipo misto. Il cambio era di tipo manuale a 4 marce, ed anche qui era disponibile a richiesta un cambio automatico a 3 rapporti.

#### Evoluzione dellaCommodore C
Nel marzo del 1980 il servosterzo venne finalmente incluso nella dotazione di serie. Nel settembre dello stesso anno, divenne disponibile a richiesta un cambio con overdrive, per permettere un sensibile risparmio di carburante. Nel maggio 1981, la gamma venne invece rivisitata in profondità con l'arrivo di un motore 2,5 ad iniezione in grado di erogare una potenza massima di 130 CV. Contemporaneamente venne eliminata dalla gamma la berlina a 2 porte, ancora una volta poco richiesta dalla clientela, mentre venne introdotta una inedita variante station wagon denominata Commodore Voyage e prevista nelle medesime motorizzazioni della berlina (ora solo a 4 porte).
Uscì di listino nel 1982, rimpiazzata da una versione 2,5 della Opel Senator (disponibile prima solo con motori 2,8 o 3 litri) e successivamente, dalle versioni a 6 cilindri della Opel Omega. Contrastanti i dati i relativi alla produzione totale: secondo alcune fonti, essa ammontava a 82.854 esemplari, ma altre fonti dichiarano un totale di 80.820 esemplari ed altre ancora ne dichiarano 80.521

#### Tabella riepilogativa
Di seguito vengono riepilogate le caratteristiche relative alla gamma della Commodore C:
| Opel Commodore C (1977-82)                  |               |        |            |                                                   |                |               |                    |              |                     |                    |                    |
| Modello                                     | Carrozzeria   | Motore | Cilindrata | Alimentazione                                     | Potenza CV/rpm | Coppia Nm/rpm | Massa a vuoto (kg) | Velocità max | Acceler. 0–100 km/h | Consumo (l/100 km) | Anni di produzione |
| Commodore 2.5                               | Berlina       | 25S    | 2490       | Carburatore doppio corpo Zenith 35/40 INAT        | 115/5200       | 177/3800      | 1.200              | 180          | 11"5                | 11,4               | 10/1977–08/1982    |
| Commodore 2.5                               | Station wagon | 25S    | 2490       | Carburatore doppio corpo Zenith 35/40 INAT        | 115/5200       | 177/3800      | 1.287              | 177          | 12"5                | 11,8               | 05/1981–08/1982    |
| Commodore 2.5E1                             | Berlina       | 25E    | 2490       | Iniezione elettronica indiretta Bosch LE-Jetronic | 130/5600       | 186/4500      | 1.240              | 190          | 11"                 | 11                 | 05/1981–08/1982    |
| Commodore 2.5E1                             | Station wagon | 25E    | 2490       | Iniezione elettronica indiretta Bosch LE-Jetronic | 130/5600       | 186/4500      | 1.314              | 187          | 12"                 | 11"4               | 05/1981–08/1982    |
| Note: 1Non prevista per il mercato italiano |               |        |            |                                                   |                |               |                    |              |                     |                    |                    |

### Modelli derivati
Nel 1970 la General Motors South Africa di Port Elizabeth produsse la Ranger 130 e la Ranger 153, due modelli derivati dalla Commodore A ed equipaggiati rispettivamente con motori Chevrolet da 2,1 e 2,5 litri. Sulla base della Commodore B venne invece prodotta, sempre in Sudafrica, la Chevrolet 3800-4100, dotata di motori 6 cilindri Chevrolet di 3,8 (142 CV, 160 km/h) e 4,1 litri (157 CV, 165 km/h), presentata nel dicembre 1972.
In Europa, le prime due generazioni della Commodore vennero prodotte anche con il marchio ed assemblate in Belgio e in Svizzera. I motori utilizzati furono ripresi sia dalle Rekord di punta, sia dalle rispettive gamme Commodore.
In Australia, la Commodore C venne prodotta con il marchio Holden. La Holden Commodore che debuttò nel 1978, venne prodotta per dieci anni, fino al 1988, dopodiché le subentrarono le serie successive, basate su progetti differenti. In Regno Unito, la Commodore C fu invece commercializzata come Vauxhall Viceroy. Al contrario delle altre vetture a marchio Vauxhall, la Viceroy venne invece prodotta a Rüsselsheim assieme alle "sorelle" con marchio Opel. In totale furono 2.298 gli esemplari di Viceroy prodotti.